# Аврам Димитриевич
Аврам Димитриев, наричан поп Аврам, е български учител и книжовник, син на Димитрий от село Сопот, Ловешко. Поп Аврам се е учил в Етрополския манастир „Варовитец“. Той заедно с по-големия си брат Иван също свещеник се преселват в средата на XVII век в днешния град Сопот заедно със семействата си вследствие на турски гонения. Поп Иван става енорийски свещеник в Сопот, а поп Аврам на Карлово, тъй като енорията на Сопот тогава била твърде малка, за да издържа двама свещеници. Поп Аврам остава да живее в Сопот, а служил в Карлово, което отстои само на 5 км от Сопот. Поп Иван е прапрадядо на Иван Вазов по майчина линия. Такъв е и поп Аврам. Той, заедно с поп Филип, е един от основоположниците на Сопотско-Аджарската книжовна школа от XVII-XVIII век Аврам Димитриевич умира около 1710 г. в Сопот на преклонна възраст.
Аврам йерей Димитриевич – е бил и учител в Карлово през втората половина на XVII век и по тази причина се среща и като даскал поп Аврам в някои приписки. Изкусен книжовник и краснописец. На него се приписват и Троянски дамаскин, Нов Троянски дамаскин и Еленски дамаскин – от XVII век. Книгите му имат разнообразно съдържание и богата украса. С особено богата и изящна украса е Аврамовият сборник, който е една от най-красиво изработените книги от XVII век. Сам той в бележка към преписа на псалтира, който прави през 1669 г., се подписва „Аврам йерей син Димитриевич“. В същата бележка той съобщава, че работи в „области Пловдивские подкрилие Старие планине село Сушица, именуемо касаба Карлово“. От Аврам Димитриевич има запазен миней писан в Сопотския манастир „Св. Спас“, завършен през юли 1660 г. Най-ценният негов труд е сборник, наречен поп Аврамов, който в 623 листа съдържа редица църковни книги: псалтир, месецослов, осмогласник, акатист и параклис, няколко служби, календар с интересни хигиенични и други забележки и накрая – „Слово за Алекси человек божи“ (на новобългарски). В края на книгата Аврам Димитриевич отбелязва, че „начертал тази книга“ на 23 май 1674 г.
Първото килийно училище в Сопот е основано в средата на XVII век към църквата „Св. Богородица“. По това време като учител и „изкусен книжовник“ в града работел поп Аврам Димитриев, с което значително допринася за умножаването на книжовното богатство на средището и за обучението на по-младите книжовници.
През XVII век се оформя Кукленската калиграфско-художествена школа, в която се пишат и преписват предимно богословски книги. За известен период в Кукленския манастир е пребивавал и Аврам Димитриевич. Освен че допринася за умножаването на книжовното богатство на манастира, той обучава и редица млади книжовници. Един от най-забележителните книжовници работили в този манастир – Кръстю Граматик е негов ученик.